# كيلي تشوي
كيلي تشوي (بالإنجليزية: Kelly Choi)‏ هي عارضة وصحفية ومقدمة تلفزيونية أمريكية، ولدت في 7 فبراير 1976 في سول في كوريا الجنوبية.

## وصلات خارجية
- كيلي تشوي على موقع IMDb (الإنجليزية)
- كيلي تشوي على موقع قاعدة بيانات الفيلم (الإنجليزية)